# CAS International
CAS International is een internationale niet-gouvernementele organisatie (NGO) die zich inzet tegen het stierenvechten en die tegenwoordig als motor fungeert van de internationale beweging tegen het stierenvechten.
CAS International is de enige internationale organisatie die de wereldwijde beëindiging van stierengevechten als doelstelling heeft. Met het grote aantal leden (ruim 14.000 in Nederland en België) is het ook wereldwijd de grootste organisatie met die doelstelling. CAS International heeft haar hoofdkantoor in Utrecht (Nederland) en heeft ook een kantoor in België.

## Geschiedenis
CAS International werd in 1990 vanuit Spanje opgericht als het Comité Anti Stierenvechten met hulp van het Spaanse Asociación Defensa Derechos Animal (ADDA), de Nederlandse Dierenbescherming en de internationale organisatie WSPA.
In 2008 werd besloten de naam te wijzigen naar CAS International, omdat de doelstelling in Nederland was bereikt: Nederlandse toeristen gaan niet langer naar de stierengevechten en Nederlandse reisorganisaties promoten het stierenvechten niet langer. De werkzaamheden richtten zich langzamerhand meer en meer op samenwerking met zusterorganisaties in stierenvechtlanden zowel in Europa als in Latijns-Amerika. In september 2008 werd de naam Comité Anti Stierenvechten veranderd in CAS International.